# 9. srpen
9. srpen je 221. den roku podle gregoriánského kalendáře (222. v přestupném roce). Do konce roku zbývá 144 dní. Svátek má Roman.

## Události

### Česko
- 1791 – Císař Leopold II. nechal z Vídně do Prahy převézt nejstarší a nejvzácnější z českých korunovačních klenotů – svatováclavskou korunu.
- 1792 – František I. byl korunován na českého krále.
- 1891 – Na Pustevnách na Radhošti vznikla první ubytovna Krčma. Měla 25 lůžek a vybudovala se za 8 800 zlatých.
- 1896 – První kinematografické představení v Brně předvedl Albert Schiller z Vídně, půl roku po prvním filmovém představení na světě, pořádaném bratry Augustem a Louisem Lumièrovými v kavárně Grand Café v Paříži.
- 1908 – První utkání ve vodním pólu a první plavecké závody v Brně. Klání se zúčastnili zástupci různých částí monarchie v městských lázních v Zábrdovicích (předchůdce dnešního slavného funkcionalistického areálu) uspořádal německý Brünner Schwimmklub Austria
- 1967 – Československá vláda se rozhodla opustit verzi podpovrchových tramvají a vybudovat v Praze metro.
- 1968
  - Jugoslávský prezident Josip Broz Tito navštívil Prahu.
  - Rozzlobený Leonid Brežněv připomíná Dubčekovi neplněné sliby z Čierné nad Tisou. Jenže Dubčekovo vedení výsledky jednání v Čierné nad Tisou pochopilo jinak: jako nový odklad. Pokračovalo tak v přípravách mimořádného zářijového sjezdu KSČ. V SSSR, ale i v ostatních státech východního bloku však netrpělivě čekali na jiné kroky.
- 2006 – Pět ozbrojených lupičů v policejních kombinézách přepadlo u Slavkova u Brna vůz bezpečnostní služby Brink's C.L. a ukradlo přes 77 miliónů korun. V historii České republiky to byla jedna z největších loupeží.

### Svět
- 48 př. n. l. – Julius Caesar porazil vojsko početně dvojnásob silnějšího Pompeia v bitvě u Farsálu.
- 0378 – Východořímské vojsko vedené císařem Valentem bylo poraženo Góty a Alany v bitvě u Adrianopole. Dvě třetiny Římanů včetně samotného císaře v boji nalezly smrt.
- 0949 – bitva u Laufenu

- 1830 – Na francouzský trůn nastoupil král Ludvík Filip.
- 1886 – Došlo ke svržení bulharského knížete Alexandra I.
- 1902 – Na trůn Spojeného království nastoupil král Eduard VII.
- 1942
  - Druhá světová válka: proběhla bitva u ostrova Savo, první námořní střetnutí bitvy o Guadalcanal. Americké námořnictvo utrpělo jednu z největších porážek ve své historii.
  - V obléhaném Leningradu se konala premiéra 7. symfonie Dmitrije Šostakoviče. Samotný koncert i jeho rozhlasový přenos byl velkou morální vzpruhou jak pro obyvatele zkoušeného města, tak pro celou zemi.
- 1945 – Druhá světová válka: Atomová bomba Fat Man byla svržena na japonské město Nagasaki. Zemřelo kolem 70 000 lidí.
- 1973 – Z kosmodromu Bajkonur byla vypuštěna sovětská sonda Mars 7
- 1974 – Aféra Watergate: Richard Nixon jako první prezident USA rezignoval na svou funkci a do úřadu nastoupil Gerald Ford.
- 1988 – Kanadský hokejista Wayne Gretzky přestoupil z Edmontonu Oilers do Los Angeles Kings.
- 2004 – Kontrolu nad mezinárodními jednotkami NATO v Afghánistánu převzaly Eurocorps.

## Narození
Viz též Kategorie:Narození 9. srpna — automatický abecedně řazený seznam.

### Česko

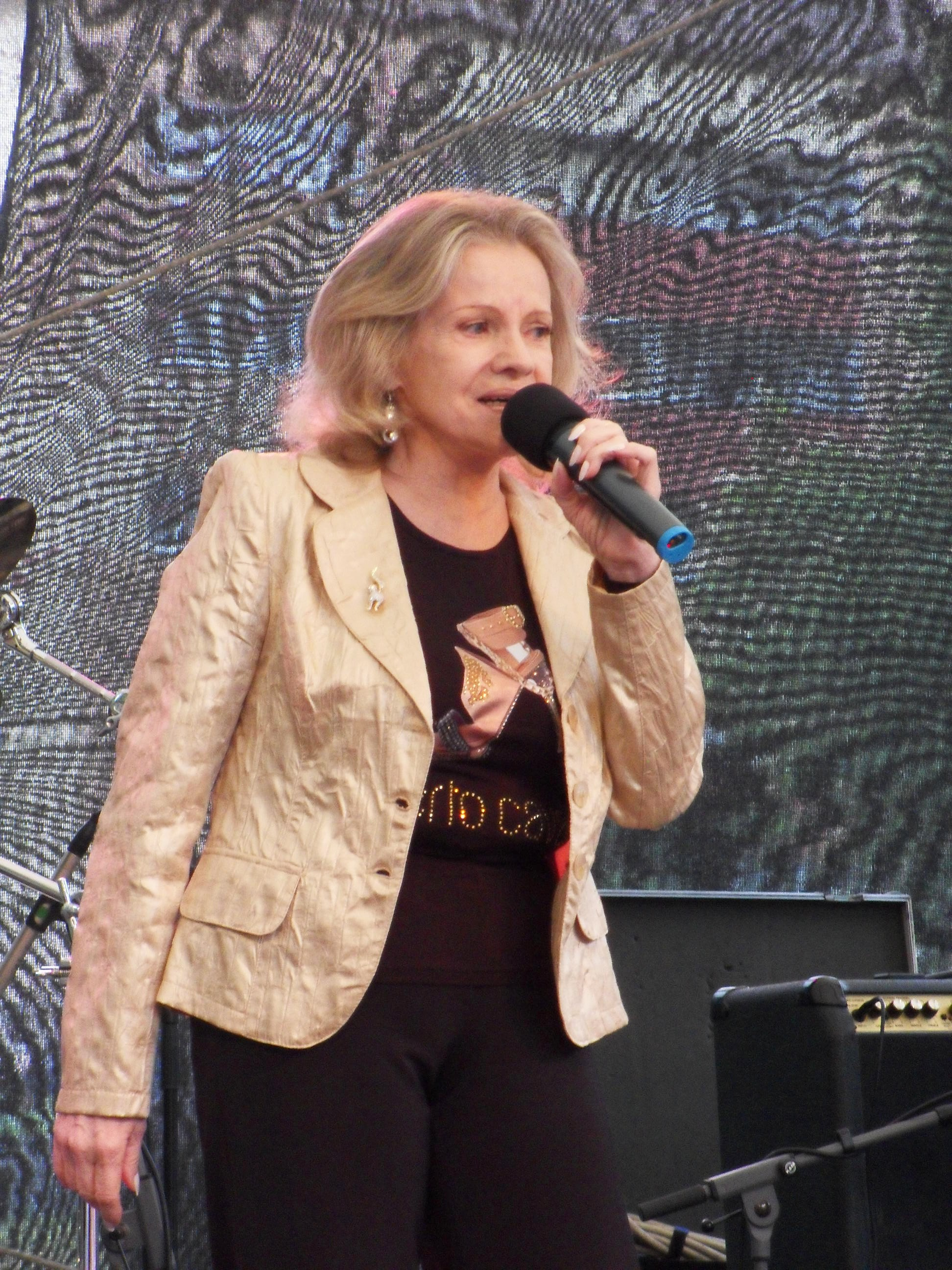
Eva Pilarová (* 1939)

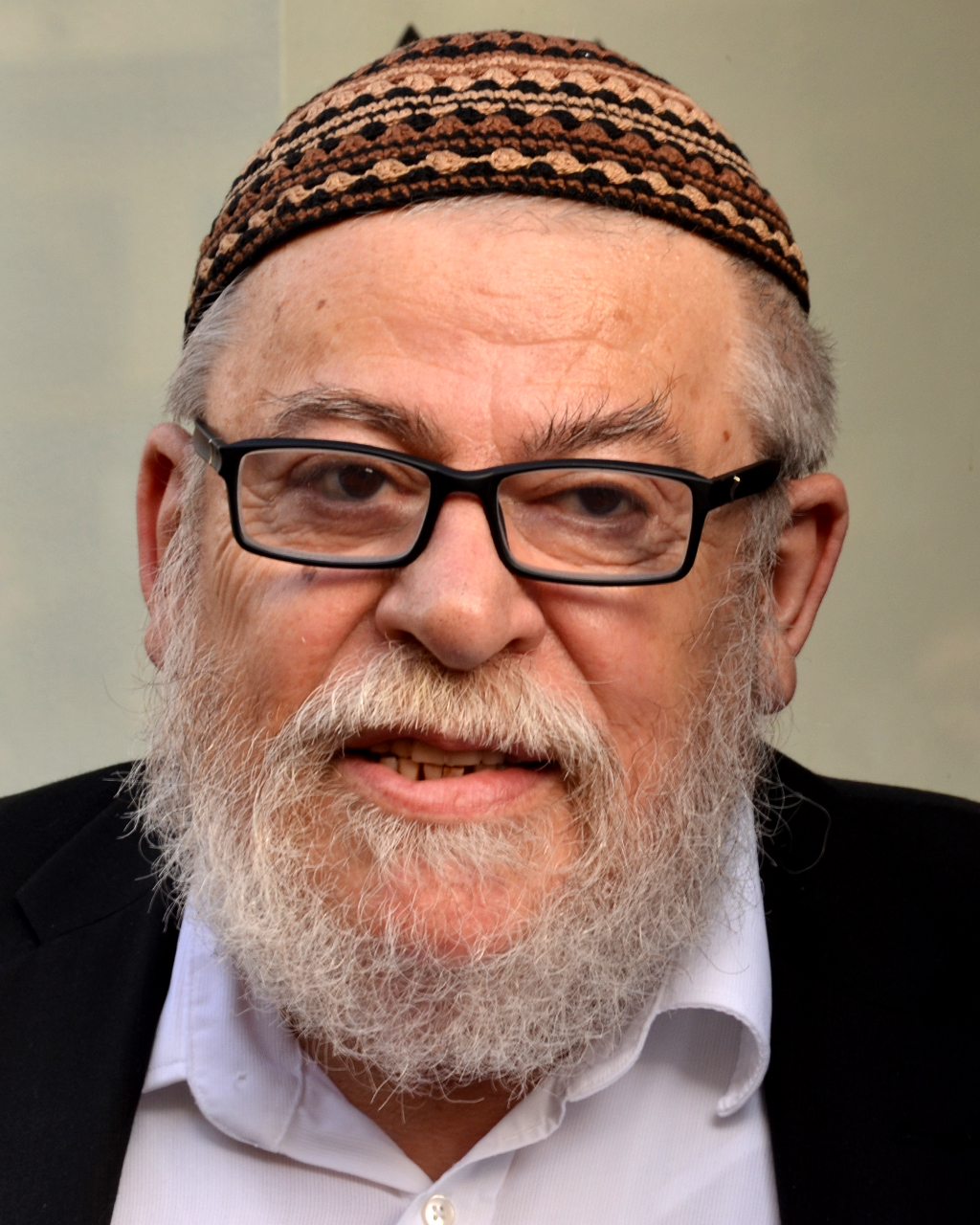
Karol Sidon (* 1942)

- 1696 – Josef Václav z Lichtenštejna, lichtenštejnský kníže († 10. února 1772)

- 1821 – Heinrich Landesmann, německy píšící hluchoslepý básník a filosof († 4. prosince 1902)
- 1826 – Jan Baptista Lambl, chemik, profesor agronomie († 7. listopadu 1909)
- 1850 – František Michl, chirurg († 2. srpna 1900)
- 1854 – Marie Červinková-Riegrová, spisovatelka a libretistka († 19. ledna 1895)
- 1859 – Prokop Podlipský, právník, politik a redaktor († 5. dubna 1900)
- 1871 – Gustav Zoula, sochař († 4. srpna 1915)
- 1883 – Václav Vojtíšek, historik a archivář († 22. srpna 1974)
- 1890
  - František Jílek-Oberpfalcer, jazykovědec, vysokoškolský pedagog a překladatel († 6. března 1973)
  - Josef Fojtík, sochař a pedagog († 5. května 1966)
- 1891 – Rudolf Mazuch, akademický malíř († 8. února 1920)
- 1917 – Vladimír Vařecha, filolog, překladatel a pedagog († 19. ledna 1999)
- 1923
  - Miloslav Šonka, akademický sochař a restaurátor
  - Jan Moštěk, malíř a spisovatel († 2. března 2001)
- 1927 – Josef Janouš, klarinetista česko-francouzského původu († léto 2012)
- 1933 – Josef Krása, historik umění středověku a pedagog († 20. února 1985)
- 1936 – Edvard Outrata, politik, předseda Českého statistického úřadu, senátor
- 1939 – Eva Pilarová, zpěvačka a herečka († 14. března 2020)
- 1942
  - Karol Sidon, židovský rabín a spisovatel
  - Václav Suchý, básník, prozaik a překladatel
- 1943
  - Lubomír Kaválek, československý a americký šachista († 18. ledna 2021)
  - František Němec, herec a divadelní pedagog
  - Ladislav Županič, herec († 9. prosince 2023)
- 1947 – Václav Kasík, hudebník a hudební redaktor († 18. prosince 2012)
- 1950 – Jaromír Talíř, ministr kultury ČR
- 1953 – Jiří Netík, sochař, řezbář a restaurátor
- 1956
  - Zdeněk Hrubý, horolezec a manažer († 8. srpna 2013)
  - Emil Kopřiva, kytarista
- 1957 – Daniela Filipiová, politička
- 1958 – Dagmar Švubová, běžkyně na lyžích, stříbro na OH 1984
- 1959 – Aleš Brichta, rockový zpěvák, zakladatel skupiny Arakain
- 1965 – Petr Rychlý, herec a moderátor
- 1967 – Dana Vávrová, herečka († 5. února 2009)
- 1972 – Miroslav Januš, sportovní střelec
- 1987 – Štěpán Stráník, bouldrista
- 1992 – Michael Boroš, cyklokrosař

### Svět

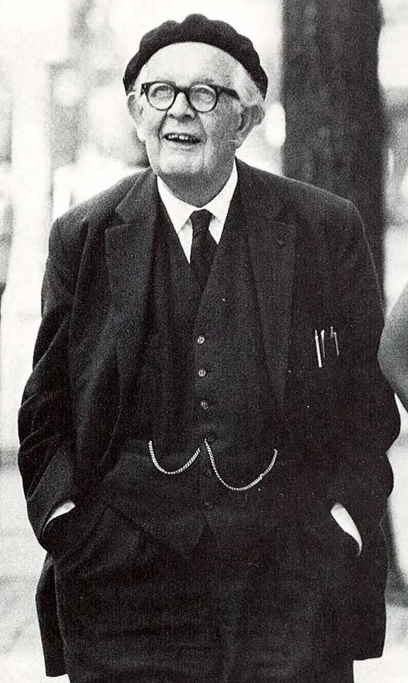
Jean Piaget (* 1896)

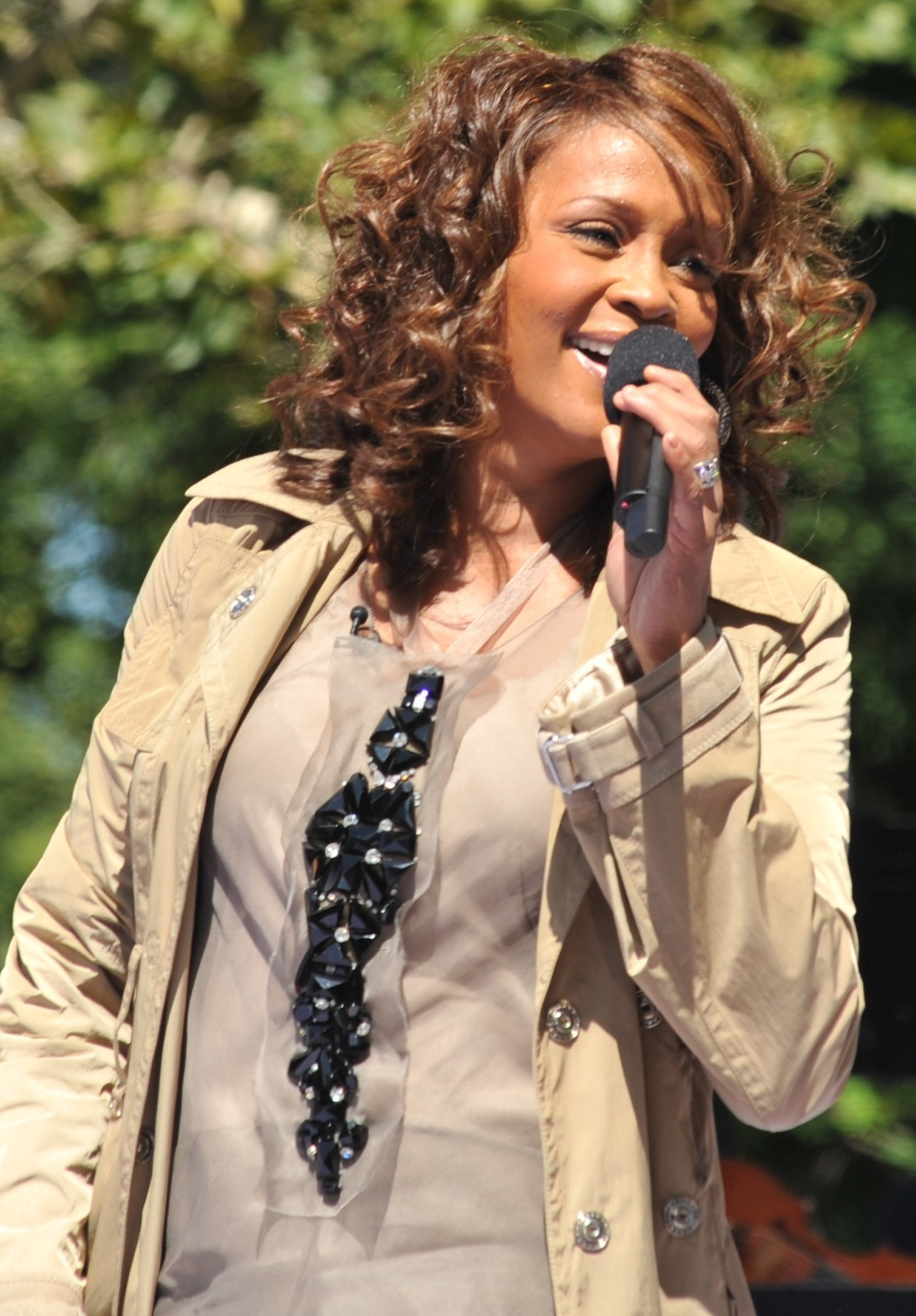
Whitney Houston (* 1963)

- 1693 – Žofie Vilemína Sasko-Kobursko-Saalfeldská, německá šlechtična († 4. prosince 1727)
- 1757 – Thomas Telford, skotský stavební inženýr († 9. září 1834)
- 1776 – Amedeo Avogadro, italský fyzik († 1856)
- 1783 – Alexandra Pavlovna Ruská, ruská velkokněžna, rakouská arcivévodkyně († 16. března 1801)
- 1789 – Nicolas-Charles Bochsa, francouzský harfeník, skladatel a dirigent († 6. ledna 1856)
- 1794 – Achille Valenciennes, francouzský zoolog, parazitolog a ichtyolog († 13. dubna 1865)
- 1819 – William Morton, americký stomatolog († 15. července 1868)
- 1829 – Émile Decombes, francouzský klavírista a hudební pedagog († 5. května 1912)
- 1839 – Karel Teodor Bavorský, vévoda a oční lékař († 1909)
- 1845 – André Bessette, kanadský římskokatolický řeholník, světec († 6. ledna 1937)
- 1847 – Marie Viktorie dal Pozzo, španělská královna († 8. listopadu 1876)
- 1855 – Jean Lorrain, francouzský novinář, spisovatel a dramatik († 30. června 1906)
- 1864 – Roman Dmowski, polský politik († 2. ledna 1939)
- 1867 – Vavro Šrobár, slovenský lékař, československý politik († 6. prosince 1950)
- 1872
  - Josef August Rakouský, rakouský arcivévoda, polní maršál († 6. července 1962)
  - Angelo Rotta, arcibiskup a vatikánský diplomat († 1. února 1965)
- 1876 – William Lovell Finley, americký fotograf divoké přírody († 29. června 1953)
- 1892 – Shiyali Ramamrita Ranganathan, indický matematik a knihovník († 27. září 1972)
- 1896 – Jean Piaget, švýcarský filozof a vývojový psycholog († 16. září 1980)
- 1899 – Pamela Lyndon Travers, australská herečka († 23. dubna 1996)
- 1902 – Zino Francescatti, francouzský houslista († 17. září 1991)
- 1910 – Robert van Gulik, nizozemský orientalista, diplomat, hudebník a spisovatel († 24. září 1967)
- 1911
  - William Alfred Fowler, americký fyzik a astrofyzik, Nobelova cena za fyziku 1983 († 14. března 1995)
  - Pavol Čády, slovenský skladatel a textař († 5. prosince 1978)
- 1913 – Tadeusz Koc, polský vojenský letec († 3. června 2008)Gillian Andersonová (* 1968)

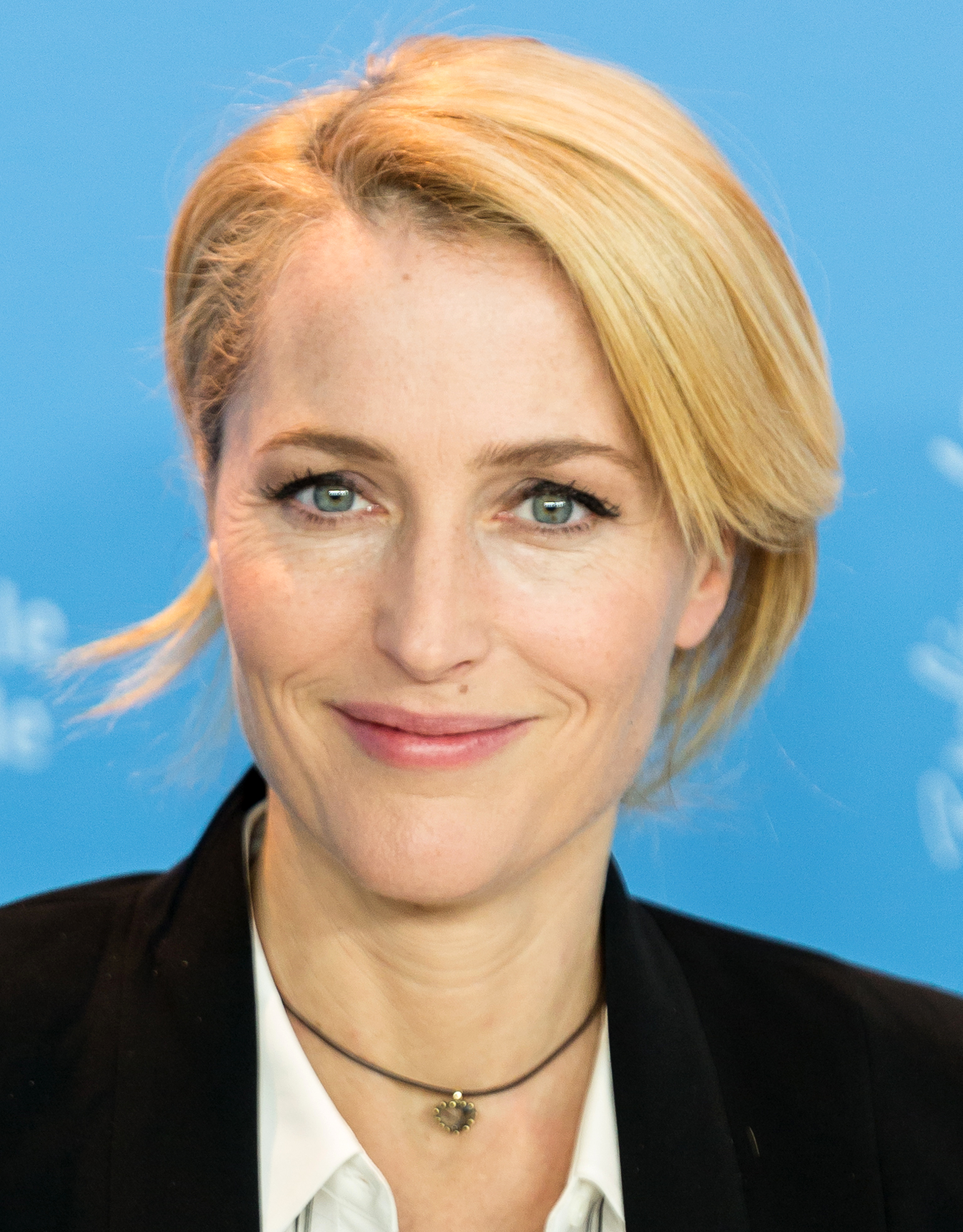
Gillian Andersonová (* 1968)

- 1914 – Tove Janssonová, finská spisovatelka († 27. června 2001)
- 1915
  - Michael Young, britský sociolog a politik († 14. ledna 2002)
  - Jehošua Bar-Hillel, izraelský filosof, matematik a lingvista († 25. září 1975)
- 1919
  - Joop den Uyl, premiér Nizozemska († 24. prosince 1987)
  - Leona Woods, americká fyzička († 10. listopadu 1986)
- 1920 – Margie Hyams, americká jazzová vibrafonistka a klavíristka († 14. června 2012)
- 1922 – Philip Larkin, anglický básník, prozaik a jazzový kritik († 2. prosince 1985)
- 1925 – David A. Huffman, americký informatik († 7. října 1999)
- 1927
  - Daniel Keyes, americký spisovatel († 15. června 2014)
  - Marvin Minsky, americký informatik
- 1931 – Mário Zagallo, brazilský fotbalista († 5. ledna 2024)
- 1937 – Renato Longo, italský mistr světa v cyklokrosu
- 1938
  - Leonid Kučma, ukrajinský politik, bývalý prezident
  - Rod Laver, australský tenista
- 1939
  - Romano Prodi, italský politik
  - Butch Warren, americký kontrabasista († 5. října 2013)
- 1941 – Alfred Aho, kanadský informatik
- 1942 – Jack DeJohnette, americký jazzový bubeník, klavírista a hudební skladatel
- 1944 – Patrick Depailler, francouzský pilot Formule 1 († 1. srpna 1980)
- 1947
  - Roy Hodgson, britský fotbalista a trenér
  - Džungo Morita, japonský volejbalista
- 1953 – Jean Tirole, francouzský ekonom, Nositel Nobelovy ceny
- 1954 – Pete Thomas, britský bubeník
- 1955 – Udo Beyer, německý olympijský vítěz ve vrhu koulí
- 1957
  - Melanie Griffithová, americká herečka
  - Sergej Chelemendik, ruský spisovatel a slovenský politik († 2016)
- 1958 – Amanda Bearse, americká herečka, režisérka
- 1963 – Whitney Houston, americká zpěvačka († 2012)
- 1964 – Brett Hull, kanadsko-americký hokejista
- 1968
- Gillian Andersonová, americká herečka
- Eric Bana, australský herec
- 1971 – Roman Romaněnko, ruský kosmonaut
- 1973
  - Filippo Inzaghi, italský fotbalista a trenér
  - Kevin McKidd, skotský herec
- 1974 – Raphaël Poirée, francouzský biatlonista
- 1976
  - Audrey Tautou, francouzská herečka
  - Rogier Wassen, nizozemský tenista
  - Jessica Capshaw, americká herečka, nevlastní dcera režiséra Stevena Spielberga
- 1982 – Tyson Gay, americký sprinter
- 1984 – Alena Procházková, slovenská běžkyně na lyžích
- 1985
  - Anna Kendrick, americká herečka a zpěvačka
  - Kim Crowová, australská veslařka
  - Attila Végh, slovenský bojovník MMA
- 1988
  - Július Hudáček, slovenský lední hokejový brankář
  - Willian, brazilský fotbalista
- 1990
  - Bill Skarsgård, švédský herec
  - Adelaide Kane, australská herečka
- 1994 – King Von, americký rapper († 6. listopadu 2020)
- 1997 – Luisa Stefaniová, brazilská tenistka

## Úmrtí
Viz též Kategorie:Úmrtí 9. srpna — automatický abecedně řazený seznam.

### Česko

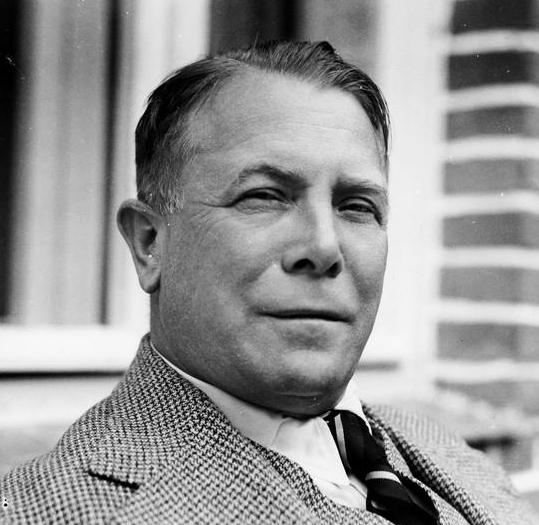
Hugo Vavrečka († 1952)

- 1429 – Jakoubek ze Stříbra, spisovatel a kazatel (* 1375)
- 1629 – Matěj Burnatius, kněz, rekatolizátor na Jičínsku (* 1584)
- 1858 – Josef Vendelín Sokol, houslista (* 27. ledna 1821)
- 1883 – Antonín Fink, právník a politik (* ? 1830)
- 1887
  - Václav Štulc, kněz a spisovatel (* 20. prosince 1814)
  - Karel Vít Hof, historik, novinář a spisovatel (* 16. července 1826)
- 1891 – Jan Zachariáš Quast, malíř (* 28. října 1814)
- 1900 – Eduard Formánek, botanik (* 7. dubna 1845)
- 1901 – Wenzel Katzerowsky, historik a klimatolog (* 24. října 1901)
- 1915
  - Antonín Petrof, podnikatel, zakladatel firmy Petrof (* 8. září 1839)
  - Hynek Pelc, lékař, organizátor zdravotní péče (* 31. července 1844)
- 1918 – František Plesnivý, rakousko-uherský architekt (* 4. dubna 1845)
- 1938 – Antonín Dostálek, skladatel a klavírista (* 28. září 1882)
- 1941 – Antonín Gottwald, učitel, sběratel a amatérský archeolog (* 16. ledna 1869)
- 1946 – Augustin Čižek, politik (* 17. srpna 1877)
- 1952
  - Rudolf Fuksa, účastník protikomunistického odboje (* 27. listopadu 1930)
  - Jiří Hejna, účastník protikomunistického odboje (* 27. listopadu 1930)
  - Hugo Vavrečka, novinář, ekonom a diplomat (* 22. února 1880)
- 1957 – Josef Zadina, prvorepublikový ministr zemědělství (* 16. června 1887)
- 1959 – Emil František Burian, režisér, dramatik a hudební skladatel (* 11. června 1904)
- 1961 – Hugo Doskočil, katolický kněz, rektor kněžského semináře v Hradci Králové (* 1. dubna 1875)
- 1963 – Ludmila Kárníková, historička (* 29. listopadu 1932)
- 1975 – Antonín Vodička, fotbalový reprezentant (* 1. března 1907)
- 1980 – Vladimír Jedenáctík, operní pěvec (* 18. července 1905)
- 1981 – Adolf Zábranský, malíř, grafik a ilustrátor (* 29. listopadu 1909)
- 1984 – Ivan Poldauf, jazykovědec (* 15. září 1915)
- 1992 – Miloň Novotný, reportážní fotograf (* 11. dubna 1930)
- 1997 – Oldřich Leška, lingvista, rusista a slavista (* 16. června 1927)
- 2003 – Alois Vocásek, účastník legendární bitvy u Zborova (* 13. dubna 1896)
- 2004 – Zdenka Sulanová, herečka a zpěvačka (* 18. února 1920)
- 2008 – Miroslav Melena, scénograf a divadelní architekt (* 12. března 1937)

### Svět

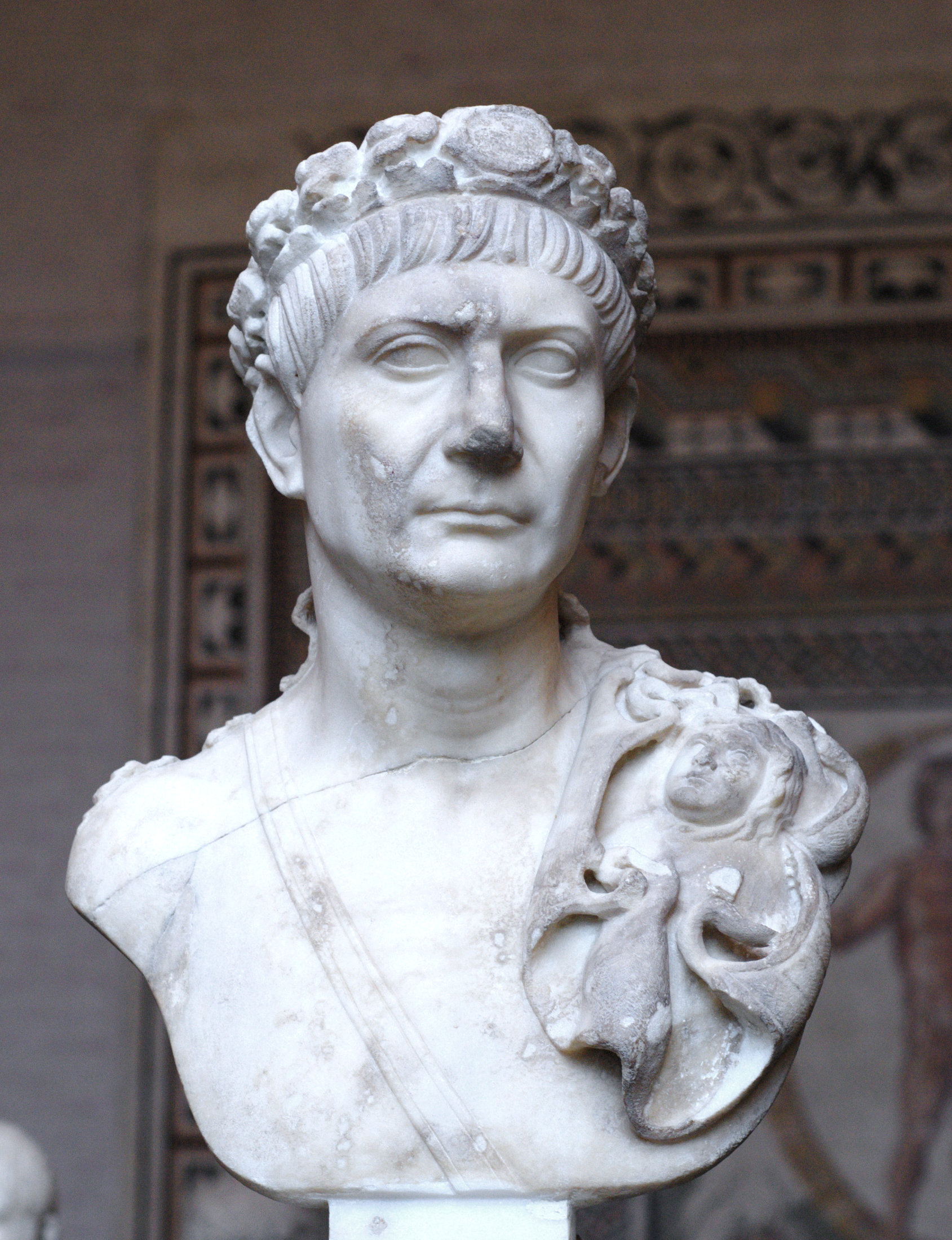
Traianus († 117)

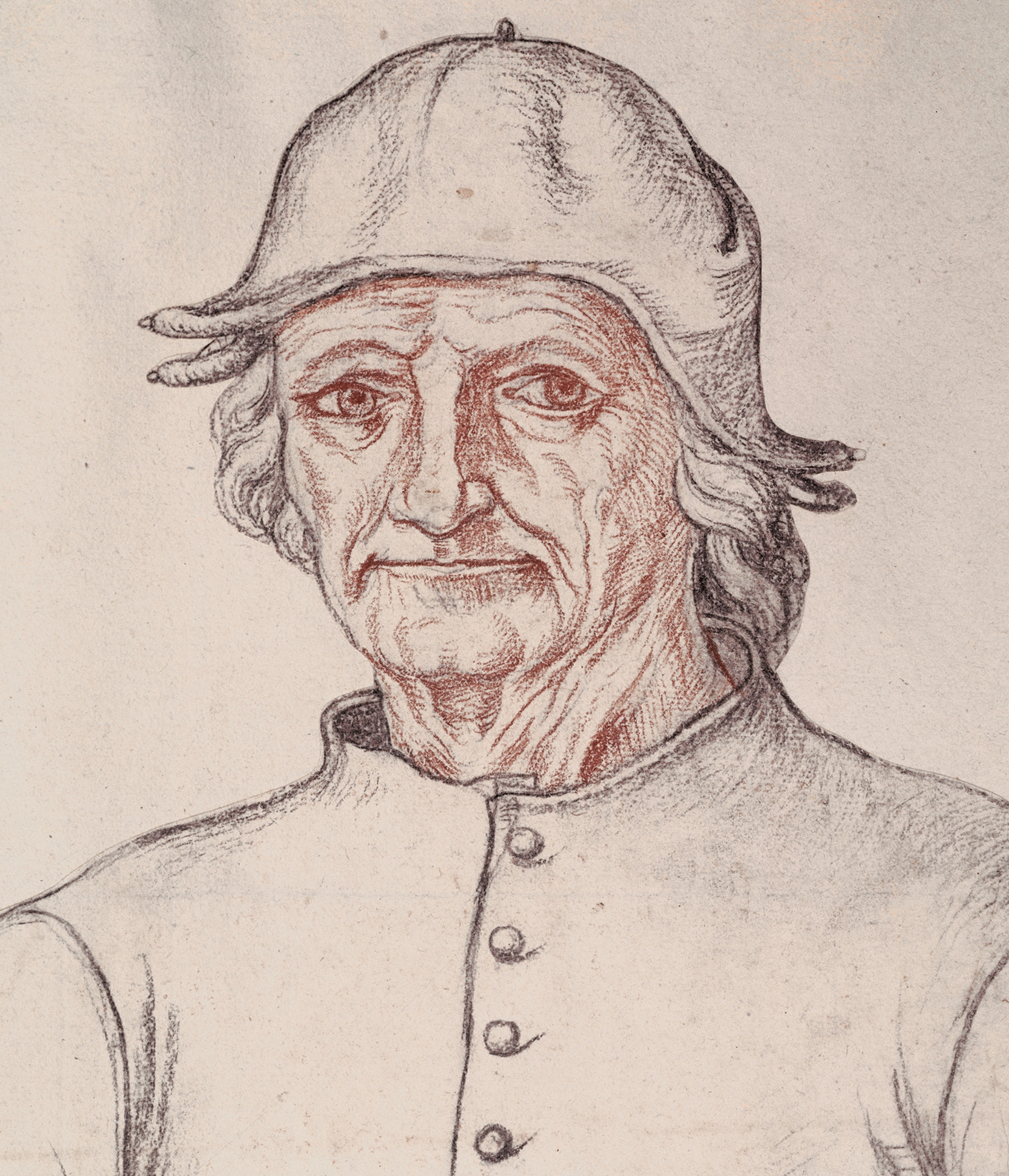
Hieronymus Bosch († 1516)

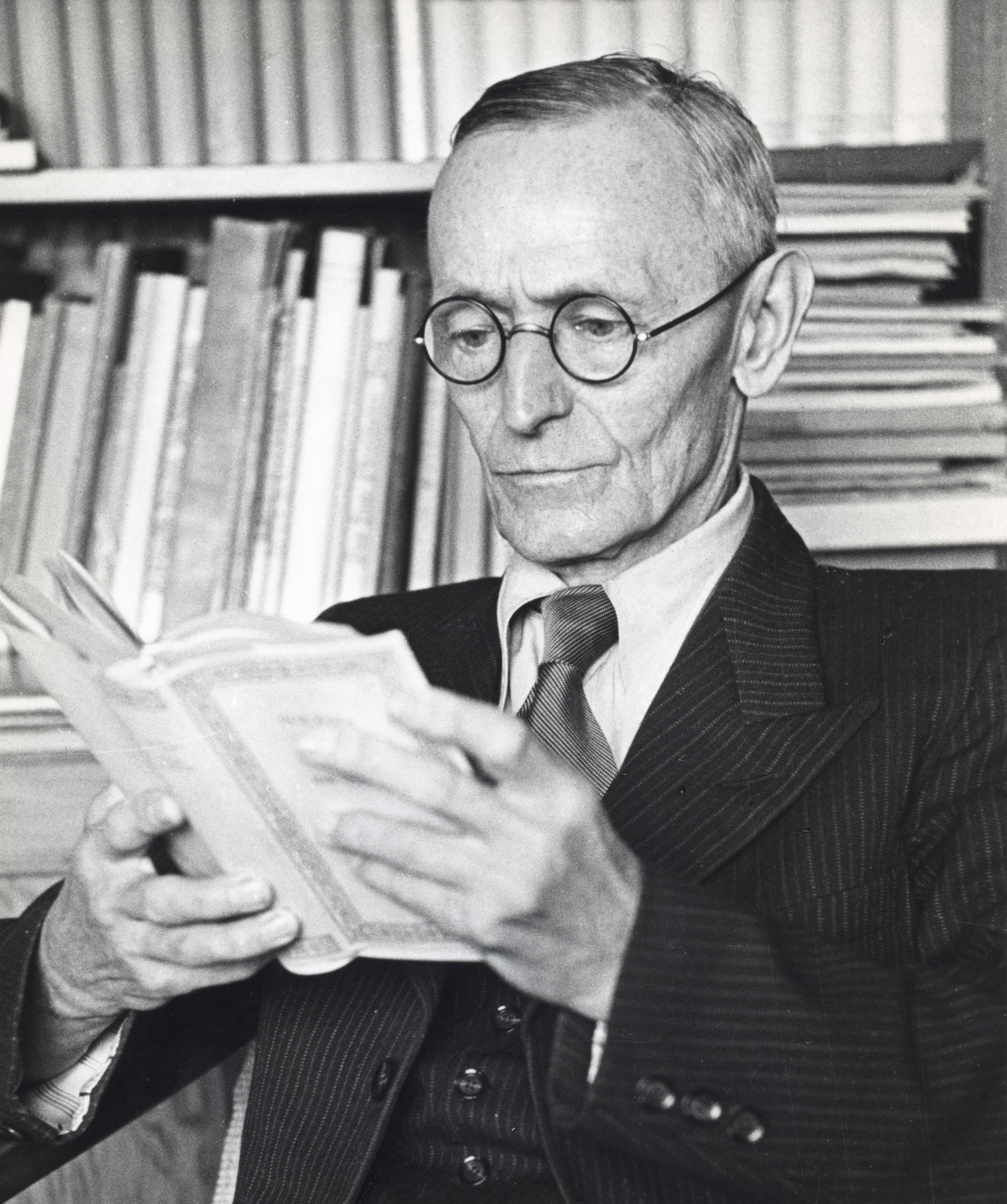
Hermann Hesse († 1962)

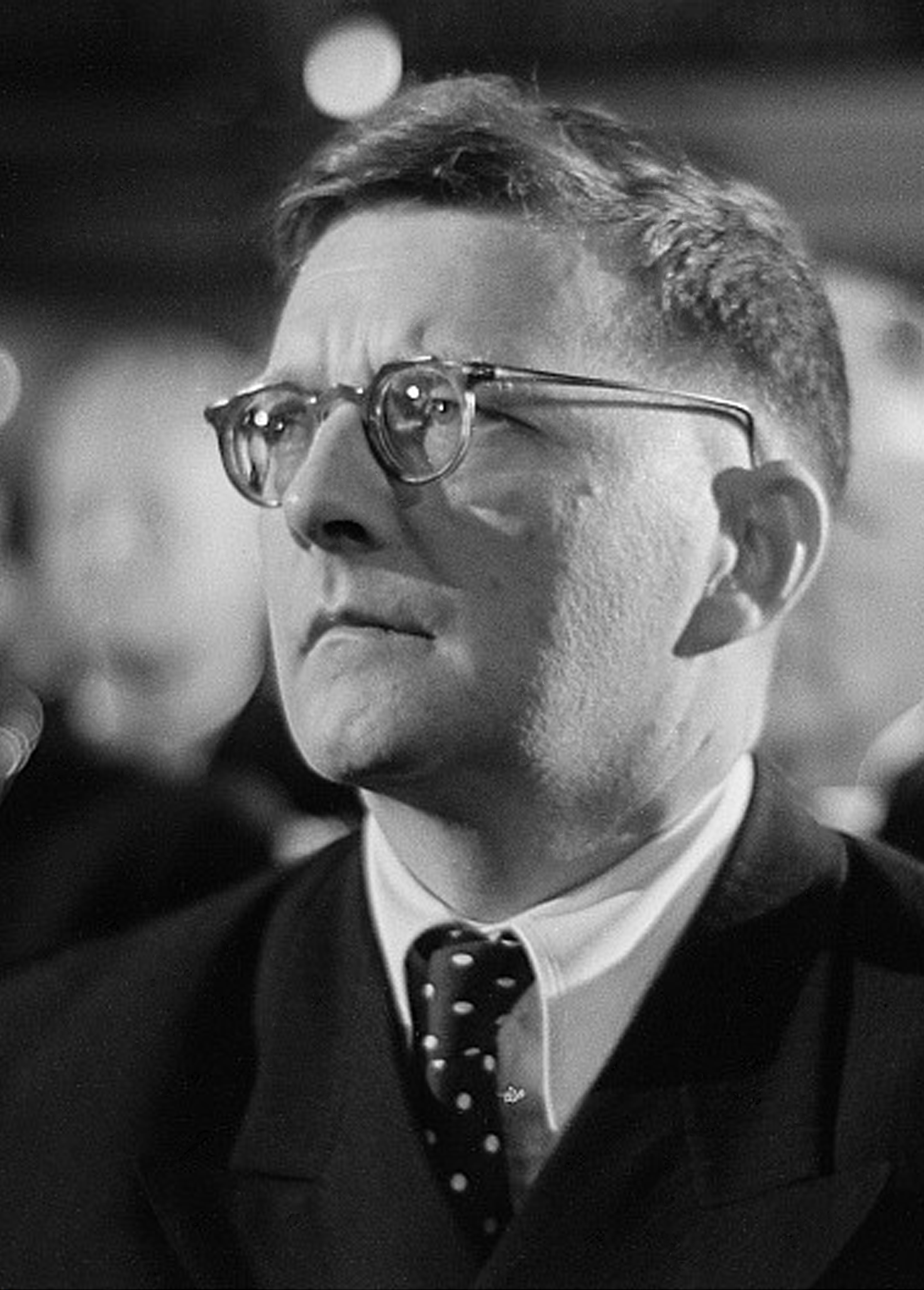
Dmitrij Šostakovič († 1975)

- 0117 – Traianus, římský císař (* 18. září 53)
- 0378 – Valens, císař východořímský (padl v bitvě u Adrianopole) (* 328)
- 0803 – Irena Athénská, byzantská císařovna (* 752)
- 1048 – Damasus II., papež (* ?)
- 1204 – Marie ze Champagne, hraběnka flanderská a henegavská, latinská císařovna (* ? 1174)
- 1341 – Eleonora z Anjou, sicilská královna jako manželka Fridricha II. (* 1289)
- 1354 – Štěpán z Anjou, vévoda slavonský, chorvatský, dalmátský a transylvánský (* 20. srpna 1332)
- 1369 – Čchang Jü-čchun, čínský generál (* 1330)
- 1420 – Petr z Ailly, francouzský teolog, filosof, logik, astrolog a kardinál (* 1351)
- 1447 – Konrád IV. Starší, biskup vratislavský a kníže niský (* 1384)
- 1601 – Michal Chrabrý, zakladatel rumunské státnosti (* 1558)
- 1652 – Frédéric Maurice de La Tour d'Auvergne, vévoda bouillonský, francouzský generál (* 22. října 1605)
- 1684 – Centurio Wiebel, malíř v Saském kurfiřtství (* 23. ledna 1616)
- 1735 – Hedvika Meklenburská, sasko-mersebursko-zörbiská vévodkyně (* 12. ledna 1666)
- 1820 – Anders Sparrman, švédský přírodovědec a abolicionista (* 27. února 1748)
- 1847 – Frederick Marryat, anglický spisovatel (* 10. července 1792)
- 1851 – Karl Gützlaff, německý sinolog (* 8. července 1803)
- 1852 – Casimir Lefaucheux, francouzský puškař (* 26. ledna 1802)
- 1853 – Józef Maria Hoene-Wroński, polský filozof a matematik (* 23. srpna 1776)
- 1854 – Fridrich August II. Saský, saský král (* 18. května 1797)
- 1874 – Augustin Theiner, katolický církevní historik (* 11. dubna 1804)
- 1883 – Robert Moffat, skotský kongregacionalistický misionář v Africe (* 21. prosince 1795)
- 1900 – József Szlávy, ministr financí Rakouska-Uherska (* 23. listopadu 1818)
- 1904 – Friedrich Ratzel, německý zoolog a geograf (* 30. srpna 1844)
- 1907 – Émile Reutlinger, francouzský fotograf (* 27. srpna 1825)
- 1918
  - Viktor von Hochenburger, předlitavský ministr spravedlnosti (* 24. června 1857)
  - Marianne Cope, americká řeholnice, ošetřovatelka malomocných (* 23. ledna 1838)
- 1919 – Ruggero Leoncavallo, italský hudební skladatel (* 1857)
- 1927 – Heinrich Teweles, pražský německý novinář, spisovatel, dramatik a divadelní ředitel (* 13. listopadu 1856)
- 1929 – Heinrich Zille, nizozemský karikaturista, ilustrátor a fotograf (* 10. ledna 1858)
- 1932 – John Charles Fields, kanadský matematik (* 14. května 1863)
- 1938 – Leo Frobenius, německý antropolog a archeolog (* 29. června 1873)
- 1942
  - Arnold Genthe, americký fotograf (* 8. ledna 1869)
  - Terezie Benedikta od Kříže, židovská mučednice (* 1891)
- 1943
  - Chaïm Soutine, litevský malíř (* 13. ledna 1893)
  - Franz Jägerstätter, rakouský venkovan a mučedník (* 20. května 1907)
- 1945 – Harry Hillman, americký sprinter, trojnásobný olympijský vítěz (* 8. září 1881)
- 1949 – Edward Thorndike, americký psycholog (* 31. srpna 1874)
- 1961 – Walter Bedell Smith, velvyslanec USA v Sovětském svazu, ředitel CIA (* 5. října 1895)
- 1962 – Hermann Hesse, švýcarský spisovatel a malíř, nositel Nobelovy ceny (* 1877)
- 1969
  - Sharon Tate, americká herečka, manželka režiséra Romana Polanskiho, oběť Mansonovy "Rodiny" (* 1943)
  - Jay Sebring, americký kadeřník, bývalý přítel Sharon Tate, oběť Mansonovy "Rodiny" (* 1933)
  - Steven Parent, oběť Mansonovy "Rodiny" (* 1951)
  - Abigail Folgerová, dědička Folger Coffee Company, oběť Mansonovy "Rodiny" (* 1943)
  - Wojciech Frykowski, polský herec a spisovatel, přítel Abigail Folger, oběť Mansonovy "Rodiny" (* 1936)
  - Cecil Powell, britský fyzik, nositel Nobelovy ceny (* 1903)
  - Alexander Húščava, slovenský historik (* 4. ledna 1906)
  - Constantin Ion Parhon, rumunský politik, vědec a lékař (* 15. října 1874)
- 1972 – Ernst von Salomon, německý spisovatel a atentátník (* 25. září 1902)
- 1973 – Donald Peers, velšský zpěvák (* 10. července 1908)
- 1974 – Bill Chase, americký trumpetista (* 20. října 1934)
- 1975 – Dmitrij Šostakovič, ruský hudební skladatel (* 1906)
- 1978 – Lajos Keresztes, maďarský zápasník, zlato na LOH 1928 (* 28. dubna 1900)
- 1988 – Giacinto Scelsi, italský hudební skladatel (* 8. ledna 1905)
- 1990 – Władysław Orlicz, polský matematik (* 24. května 1903)
- 1995 – Jerry Garcia, americký hudebník (Grateful Dead) (* 1942)
- 1996 – Frank Whittle, anglický vynálezce proudového motoru (* 1. června 1907)
- 1997 – Edward Osóbka-Morawski, polský ministerský předseda (* 5. října 1909)
- 1999 – Eduard Vladimír Tvarožek, slovenský esperantista, básník a překladatel (* 13. května 1920)
- 2000 – John Harsanyi, maďarsko-australsko-americký ekonom, nositel Nobelovy ceny (* 1920)
- 2005
  - Nikolaj Pučkov, sovětský reprezentační hokejový brankář (* 30. ledna 1930)
  - Colette Bessonová, francouzská olympijská vítězka v běhu na 400m (* 7. dubna 1946)
- 2006 – James Van Allen, americký fyzik (* 7. září 1914)
- 2008
  - Mahmúd Darwíš, palestinský básník (* 13. března 1941)
  - Bernie Mac, americký herec a komik (* 1957)
- 2013 – Eduardo Falú, argentinský kytarista (* 7. července 1923)
- 2017 – Marián Varga, slovenský hudební skladatel a hráč na klávesové nástroje (* 29. ledna 1947)
- 2021 – Sergej Adamovič Kovaljov, ruský politik, aktivista v oblasti lidských práv, disident a politických vězeň (* 2. března 1930)
- 2023 – Robbie Robertson, kanadský zpěvák, kytarista a skladatel (* 5. července 1943)

## Svátky

### Česko
- Roman, Romeo, Romul, Romulus
- Ratibor

### Svět
- Mezinárodní den původního obyvatelstva
- Jižní Afrika: Národní den žen
- Mezinárodní den solidarity s bojem žen v Jižní Africe a Namibii
- Singapur: Národní den
- Japonsko: Pamětní den Nagasaki
- Libye: Den armády Sanusi
- Itálie: Palio Del Golfo
- římskokatolická církev si připomíná holokaust Židů za 2. světové války

| 9. srpen v pražském KlementinuÚdaje jsou platné k 8. 7. 2025. | 9. srpen v pražském KlementinuÚdaje jsou platné k 8. 7. 2025. | 9. srpen v pražském KlementinuÚdaje jsou platné k 8. 7. 2025. |
| minimum                                                       | denní průměr                                                  | maximum                                                       |
| ------------------------------------------------------------- | ------------------------------------------------------------- | ------------------------------------------------------------- |
| 8,3 °C (1916)                                                 | 19,6 °C (od 1961)                                             | 35,8 °C (1992)                                                |